# Франкново
Франкново (пол. Franknowo, нім. Frankenau) — село в Польщі, у гміні Єзьорани Ольштинського повіту Вармінсько-Мазурського воєводства.
Населення — 667 осіб (2011).
У 1975-1998 роках село належало до Ольштинського воєводства.

## Демографія
Демографічна структура станом на 31 березня 2011 року:
|          | Загалом | Допрацездатний вік | Працездатний вік | Постпрацездатний вік |
| -------- | ------- | ------------------ | ---------------- | -------------------- |
| Чоловіки | 328     | 80                 | 229              | 19                   |
| Жінки    | 339     | 69                 | 204              | 66                   |
| Разом    | 667     | 149                | 433              | 85                   |